# Morro Bay
Morro Bay – miasto w Stanach Zjednoczonych, w stanie Kalifornia, w hrabstwie San Luis Obispo.